# Den åbne grav
Den åbne grav (en.: Murder on the Links) er en krimi af Agatha Christie fra 1923, hvori Hercule Poirot og Arthur Hastings er på morderjagt i Frankrig. Den franske politimand Giraud antager, at Poirot er en amatør, men må til sidst erkende, at den lille belgiske detektiv er et større geni end ham selv.

## Plot
Plottet i Christies anden roman med Poirot i hovedrollen er indviklet med tråde til et drab, begået adskillige år tidligere, og flere aktuelle forbrydelser, som skal opklares. Meget afhænger af, om læseren finder det sandsynligt, at det franske politi overser et meget påfaldende bevis .
Hastings bliver forelsket i en af de mistænkte, og i sidste kapitel antydes det, at parret påtænker at bosætte sig i Sydamerika. I sin selvbiografi skriver Christie: ”Hvis jeg absolut skulle have en kærlighedsaffære med i denne bog, kunne jeg lige så godt gifte Hastings bort. For at sige sandheden, tror jeg, at jeg var blevet en smule træt af ham” 

## Anmeldelser
Romanens kvalitet er omstridt. 

## Bearbejdning
Den åbne grav er en episode i den tv-serie om Poirot med David Suchet i hovedrollen. Den blev vist i England 11. februar 2005 og har været vist i DR's genudsendelse af serien i 2009 og 2010. 

## Danske Udgaver
- C. Maylands Bogtrykkeri; 1925.
- Hasselbalch; 1938. (Under titlen: "Mordet på golfbanen")
- Carit Andersen (De trestjernede kriminalromaner, bind 5); 1960
- Carit Andersen (De trestjernede kriminalromaner, bind 5); 1964
- Carit Andersen (De trestjernede kriminalromaner, bind 5); 1968
- Wangel;Forum; 1991. ISBN 87-7220-089-8